# 드림 팝

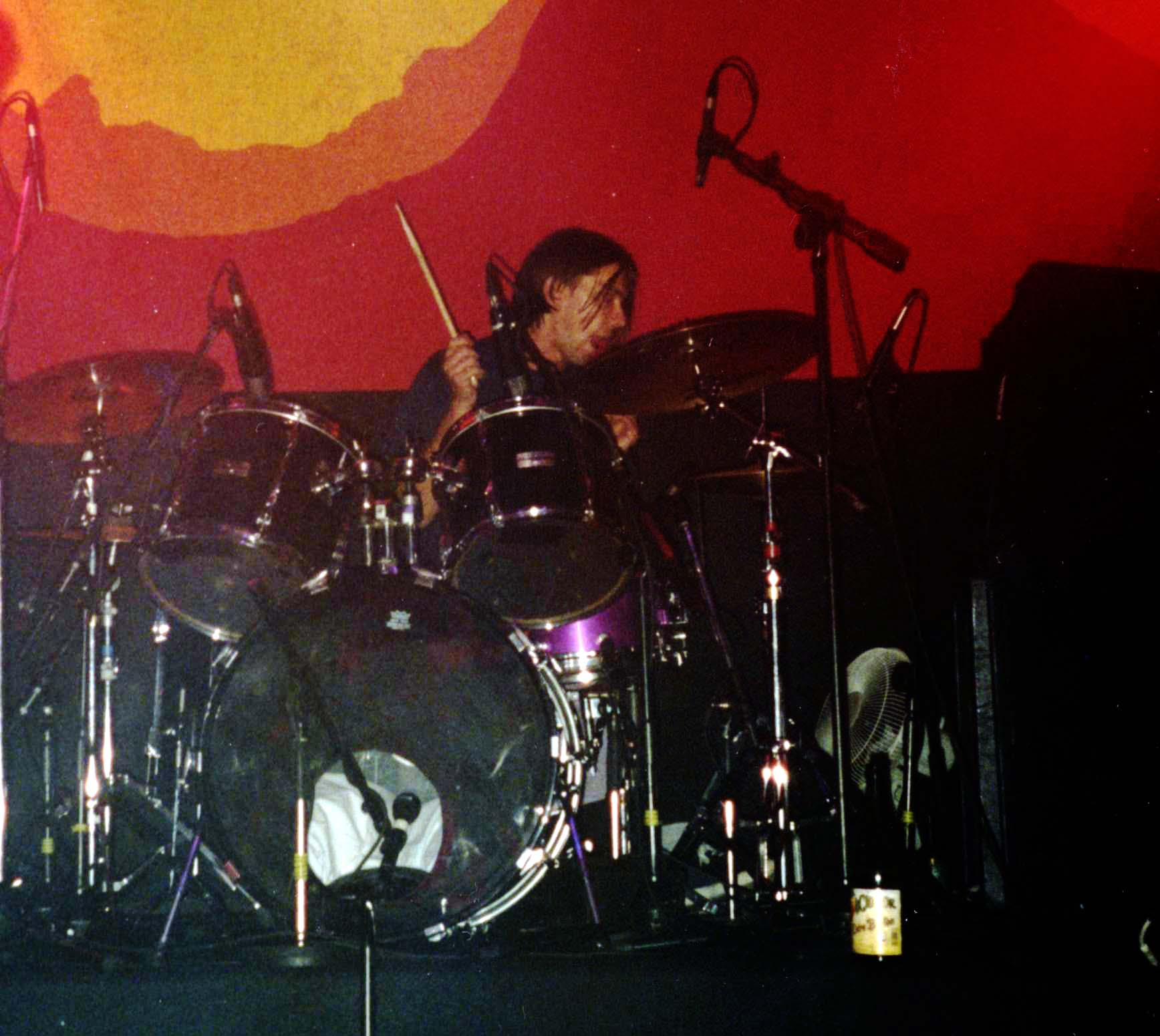

드림 팝(Dream pop)은 1980년대에 나타난 얼터너티브 록과 네오사이키델리아의 하위 장르이다. 멜로디만큼이나 소리의 질감과 분위기에 몰두한다는 특징이 있다. 관련 장르인 슈게이징과 겹치는 부분이 많으며, 두 용어를 동의어로 취급하기도 한다.

## 특징
드림 팝은 듣는 사람이 경험하는 음악 속의 "몰입"과 관련이 있다고 여겨진다. "드림 팝"이라는 용어는 밴드 A.R. 케인의 알렉스 아율리가 본인들의 음악을 묘사하는 데 처음 사용했다. 이후 음악평론가 사이먼 레이놀즈가 영국에서 막 생겨나고 있던 슈게이징 장르를 묘사하는 용어로 이를 받아들였다. 1990년대에 "드림 팝"과 "슈게이징"은 거의 같은 뜻으로 쓰였고 다만 지역적인 차이가 있었다. 영국에서 "슈게이징"이라 불리는 음악은 미국에서 보통 "드림 팝"으로 불렸다.
〈The AllMusic Guide to Electronica〉(2003)에서는 드림 팝을 "멜로디만큼이나 소리의 질감에도 의존하는, 얼터너티브 록의 몽환적인 하위 장르"라고 정의한다. 숨소리 섞인 보컬, 풍부한 기타 이펙트, 밀도 높게 프로듀스된 소리 등이 흔한 특징이다. 드림 팝은 강렬한 록 리프보다는 질감과 분위기에 집중하는 경향이 있다. 가사는 내적 성찰이나 실존적인 내용을 담고 있는 경우가 많다. 사이먼 레이놀즈의 견해에 따르면 드림 팝은 "황홀하고 초월적인 경험을 찬양하며, 종종 약에 취한 것 같거나 신비스러운 심상을 사용한다". 레이첼 펠더에 따르면 드림 팝 음악가들은 사회에 대한 사실적 묘사를 거부하고 모호하거나 환각적인 경험에 치중하는 경우가 많다.

## 역사
작가 네이선 와이즈만-트라우스는 드림 팝에 필수적인 "소리의 순수한 물질적 특질에 대한 접근"은 필 스펙터와 브라이언 윌슨 등이 팝 음악에서 처음 개척했다고 설명하였다. 관습적인 노래 구조를 뛰어넘어 반복, 톤, 질감을 실험했던 벨벳 언더그라운드의 1960년대와 1970년대 음악 또한 장르의 발전에서 중요한 이정표이다. 음악 저널리스트 존 버그스트럼은 필 스펙터가 프로듀스한 월 오브 사운드와 유동적인 편곡이 특징인 조지 해리슨의 1970년 앨범 《All Things Must Pass》를 드림 팝 장르의 선구자로 평가한다.
레이놀즈는 드림 팝 밴드들을 가리켜 “몽롱한 네오사이키델릭 그룹들의 물결”이라 불렀고, 콕토 트윈스와 같은 밴드들의 "이 세상의 것이 아닌 것 같은 사운드스케이프"의 영향을 지적했다. 《롤링 스톤》 필진인 코리 그로는 “현대 드림 팝”이 1980년대 초반 콕토 트윈스와 동시대 밴드들의 작업에서 기원했다고 하는 반면, 《팝매터스》의 AJ 라미레즈는 고딕 록에서 드림 팝으로 이어지는 변화의 계보가 있다고 지적한다. 그로는 데이비드 린치와 안젤로 바달라멘티가 작곡하고 프로듀스한 줄리 크루즈의 1989년 앨범 《Floating into the Night》가 “[드림 팝 장르에] 신스의 광택을 선물한” 중요한 발전이었다고 본다.
1990년대 초반에 Seefeel과 같이 마이 블러디 밸런타인의 영향을 받은 몇몇 드림 팝 밴드는 테크노의 특징을 흡수하여 샘플과 시퀀서로 만든 리듬 따위의 요소를 사용하기 시작했다. 올뮤직은 앰비언트 팝에 대해 "본질적으로 슈게이즈 현상이 지나간 자리에서 시작된 드림 팝 장르의 확장"으로서 전자음악적 질감이 특징이라고 하였다.
2009년에 생겨난 용어인 “칠웨이브”로 불리는 음악 대부분은 드림 팝으로 여길 수 있다. 〈그랜틀랜드〉 필진인 데이비드 실링의 견해에 따르면, “칠웨이브”라는 용어가 대중화된 후에 벌어진 음악 저널리스트들과 블로거들의 토론 결과 “슈게이징”이나 “드림 팝”과 같은 구별은 결국 “자의적이고 무의미하다”는 게 드러났다.

## 같이 보기
- 노이즈 팝
- 이시리얼 웨이브